# FIFA 06 : En route pour la Coupe du monde
 (octobre 2019).
Si vous disposez d'ouvrages ou d'articles de référence ou si vous connaissez des sites web de qualité traitant du thème abordé ici, merci de compléter l'article en donnant les références utiles à sa vérifiabilité et en les liant à la section « Notes et références ».
FIFA 06 : En route pour la Coupe du monde est un jeu vidéo de football sorti en France le 1er décembre 2005. C'est une exclusivité pour la Xbox 360, qui venait de sortir. Le jeu a été édité par EA Sports.
Produit officiel de la Coupe du monde de football de 2006, il inclut les qualifications européennes, asiatiques, américaines, africaines et océaniques pour ce Mondial.
Ronaldinho est le footballeur apparaissant sur la boîte du jeu.

## Système de jeu
Le game-play du jeu est très identique à Fifa 06, sorti la même année. Des changements ont été apportées pour cette édition, notamment les animations et célébrations de certains joueurs joueurs.
Les modes de jeu sont limités. Il y a les matchs amicaux, le mode campagne pour la Coupe du Monde, le mode entraînement le système Online.
Le jeu se concentre uniquement aux sélections nationales, dans l'objectif de se qualifier pour la coupe du monde de football, qui avait lieu à cette époque en Allemagne.